# Piptjärnen (Fjällsjö socken, Ångermanland)
Piptjärnen är en sjö i Strömsunds kommun i Ångermanland och ingår i Ångermanälvens huvudavrinningsområde.